# الكسندر مورتون
الكسندر مورتون (بالإنجليزية: Alexander Morton)‏ هو ممثل بريطاني، ولد في 24 مارس 1945 في المملكة المتحدة.

## وصلات خارجية
- الكسندر مورتون على موقع IMDb (الإنجليزية)
- الكسندر مورتون على موقع ألو سيني (الفرنسية)
- الكسندر مورتون على موقع أول موفي (الإنجليزية)
- الكسندر مورتون على موقع قاعدة بيانات الأفلام السويدية (السويدية)
- الكسندر مورتون على موقع قاعدة بيانات الفيلم (الإنجليزية)
- الكسندر مورتون على موقع كينوبويسك (الروسية)